# Acolyte Protection Agency
Acolyte Protection Agency (eller bare APA) var et tag team der eksisterede i WWF/WWE i perioden 1998-2002, og igen fra 2003 til 2004, hvor holdet blev splittet da den ene halvdel trak sig tilbage fra sporten. Holdet bestod af Bradshaw og Faarooq.

## The Acolytes
Holdet var i starten bare kendt som The Acolytes. Her blev de medlemmer af Undertakers mørke gruppe, Ministry of Darkness. Efter Ministry of Darkness blev de kendt som APA, og her fungerede de som en slags lejesvende som andre wrestlere, managere eller hvem det nu måtte være, hyrede hvis de ville have en anden wrestler ned med nakken. APA kunne også betales til at beskytte andre wrestlere. APA blev kendt for at elske værtshus slagsmål, og generelt ufine metoder i ringen.

## Holdopdelingen i 2002
I 2002 blev WWE wrestlere delt i to, da halvdelen kom på RAW og halvdelen på SmackDown!. Dette gjaldte også APA, der blev delt da Bradshaw blev valgt til RAW, og Faarooq til SmackDown!. Bradshaw wrestlede i denne periode som en cowboy, mens Faarooq fortsatte i sit sædvanlige gimmick.

## APA 2003
APA blev genforenet i 2003, da Bradshaw dukkede op på SmackDown!, nu med kort blond hår. Bradshaw og Faarooq inviterede alle SmackDown!s hårdeste wrestlere med, til deres APA Barroom Brawl ved WWE Vengeance 2003, som APA selv vandt. APA nåede at wrestle med på WrestleMania XX i 2004, før holdet blev endt igen, da Faarooq pensionerede. Bradshaw blev JBL, og fik et yderst succesfuldt ophold som singles wrestler.